# Sonnaz
Sonnaz település Franciaországban, Savoie megyében. Lakosainak száma 2106 fő (2022. január 1.). Sonnaz Chambéry, Méry, Saint-Alban-Leysse, Verel-Pragondran, Viviers-du-Lac és Voglans községekkel határos.

## Népesség
A település népessége az elmúlt években az alábbi módon változott:
| Lakosok száma | 1717 | 1795 | 1868 | 1857 | 1932 | 2002 | 2072 | 2082 | 2106 |
|               | 2013 | 2015 | 2016 | 2017 | 2018 | 2019 | 2020 | 2021 | 2022 |